# Viertes Laterankonzil

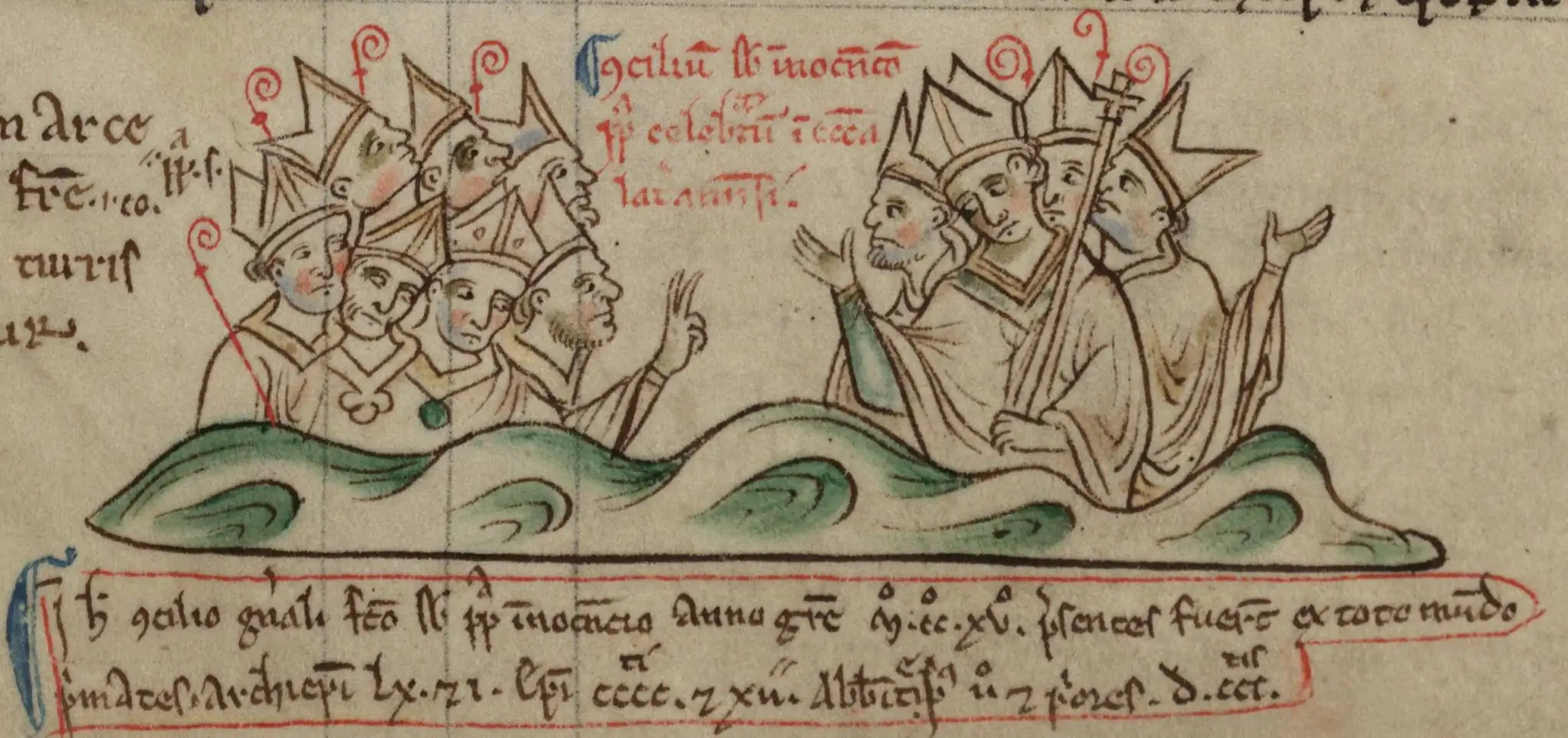
Das Vierte Laterankonzil (Illustration in der Chronica maiora von Matthaeus Parisiensis, 1. Hälfte 13. Jh.)

Das Vierte Laterankonzil (lat. Concilium Lateranense IV; auch Vierte Lateransynode) war das bedeutendste Konzil des Mittelalters. Es wurde durch die Bulle Vineam Domini Sabaoth von Papst Innozenz III. vom 19. April 1213 einberufen und im November 1215 im römischen Lateran abgehalten. In der katholischen Kirchengeschichtsschreibung gilt es seit Bellarmins Disputationes de controversiis (1586) trotz Abwesenheit der Ostkirche als ökumenisches Konzil.
Innozenz III. gilt als einer der bedeutendsten Kirchenrechtler des Mittelalters. Dementsprechend ließ er auf dem Konzil eine Fülle von Verfahrensregeln verabschieden. Sein Entwurf über die Finanzierung der römischen Dikasterien wurde allerdings abgelehnt, die anderen Canones feierlich bestätigt. Diese wurden später von den Glossatoren gegliedert, nummeriert und in verschiedene Kirchenrechtssammlungen aufgenommen und fanden weiteste Rezeption in den europäischen Teilkirchen, u. a. auf Provinzialsynoden. Als bedeutendster und wohl einer der frühesten Kommentatoren des Vierten Laterankonzils gilt Johannes Teutonicus Zemeke.

## Teilnehmer
Das Konzil ragte allein schon durch Anzahl und Einzugsbereich seiner Teilnehmer heraus. Bei der Ausschreibung des Konzils waren nicht nur alle Bischöfe und Äbte eingeladen worden – höchstens ein oder zwei Bischöfe sollten in jeder Kirchenprovinz verbleiben dürfen –, sondern auch die Kirchen- und Ordenskapitel, die Könige und Fürsten der christlichen Welt. Innozenz III. gelang es damit, im Bewusstsein der Öffentlichkeit an die Tradition der ökumenischen Konzile der Antike anzuknüpfen. Schon im Vorfeld waren die Teilnehmer ausdrücklich ersucht worden, Themenwünsche zu nennen.
Anwesend waren 71 Patriarchen und Metropoliten, einschließlich der Lateinischen Patriarchen von Jerusalem und Konstantinopel, 412 Bischöfe sowie rund 900 Äbte und Priores. Die Patriarchen von Antiochien und Alexandrien waren durch Abgesandte vertreten, ebenso der römisch-deutsche König und spätere Kaiser Friedrich II., der Kaiser des lateinischen Kaiserreichs von Konstantinopel Heinrich sowie die Könige von Frankreich, England, Aragon, Ungarn, Zypern und Jerusalem. Eine detaillierte Liste der Teilnehmer verzeichnet 71 Patriarchen und Metropoliten und 401 Bischöfe, jedoch nicht die Äbte und Prioren.
Obwohl gerade die Ostkirchen ausdrücklich nach einem allgemeinen Konzil verlangt hatten und auch eingeladen worden waren, blieben sie dem Konzil fern, da sich nach der Eroberung Konstantinopels im Zuge des Vierten Kreuzzuges 1204 die Beziehungen zwischen den genuin östlichen Kirchen und der römischen Kirche immer schwieriger gestalteten: „So stellten die Einsetzung eines lateinischen Patriarchen in Konstantinopel an die Stelle des griechischen Patriarchen und die Neuordnung im Aufbau der Zuständigkeitsbereiche in den Augen der Griechen das größte Hindernis für die Einigung dar; in den Augen der Lateiner war damit die Einigung bereits verwirklicht.“

## Beschlüsse
In den Beratungen, die in Generalkongregationen unter Vorsitz des Papstes in Form von Gerichtsverfahren abgehalten wurden, genossen sowohl Bischöfe als auch akkreditierte Laien das Recht auf freie Meinungsäußerung. Als der Streit um die Thronfolge im Reich zu Tumulten führte, erklärte Innozenz, „das Konzil sei bekanntermaßen dazu eingerichtet, daß der Schuldige wie der Unschuldige gehört werde, der Arme wie der Reiche, sogar der Teufel selbst, wenn er imstande wäre, zu bereuen.“ Vom Ablauf der Versammlungen sind allerdings kaum Einzelheiten überliefert, nur die Ergebnisse wurden feierlich verkündet. Indirekt lässt sich aber erschließen, dass Beschlüsse mit Zweidrittelmehrheit Gültigkeit erlangten und dass der Papst an das Votum der Mehrheit gebunden war.

### Dogmatik
- Der 1. Canon referiert, paraphrasiert und entfaltet das große Glaubensbekenntnis von Nizäa und Konstantinopel unter Verwendung von Formulierungen des sogenannten Athanasischen Glaubensbekenntnisses und reagiert dabei auf seinerzeit umstrittene Punkte. So seien auch der Teufel und andere Dämonen ursprünglich gut geschaffen, dann aber aus sich selbst böse geworden. Der Canon betont weiterhin die Heilsnotwendigkeit der einen Kirche, „in der Jesus Christus zugleich Priester und Opfergabe ist“, dessen Leib und Blut durch eine wesensmäßige Verwandlung von Brot und Wein im Sakrament des Abendmahls enthalten seien. Zustandebringen könne dieses Sakrament nur ein korrekt (rite) geweihter Priester, die Taufe sei möglich bei Kindern wie Erwachsenen, die Buße sei wiederholbar und die ewige Seligkeit nicht nur für enthaltsam lebende, sondern für alle Menschen durch den rechten Glauben, gute Werke und das Wohlgefallen Gottes zu erlangen. Ohne ausdrückliche Nennung richten sich viele dieser Erläuterungen gegen die Katharer, die einen ursprünglichen Dualismus guter himmlischer und böser irdischer Mächte lehrten, das Abendmahl nicht als Sakrament ansahen und nur asexuell lebenden Anhängern die Möglichkeit zum Heil einräumten.

Die Lehre der Transsubstantiation von Brot und Wein im Sakrament der Eucharistie ist heute noch relevant bis in die ökumenische Diskussion der römisch-katholischen Kirche.
- Der 2. Canon verteidigt die Trinitätslehre des Petrus Lombardus gegen den Vorwurf des Joachim von Fiore († 1202), Petrus habe neben die drei göttlichen Personen Vater, Sohn und Heiligen Geist deren gemeinsames Wesen als eine vierte Größe einführen wollen. Die Ausführungen dazu gehen auf die Möglichkeit und Begrenztheit analoger Rede von Gott ein. Dabei fällt die systematisch wichtige Aussage: „Zwischen Schöpfer und Geschöpf läßt sich keine so große Ähnlichkeit feststellen, dass zwischen ihnen nicht noch eine größere Unähnlichkeit festzustellen wäre.“ Der Canon verurteilt jeden, welcher der Lehre Joachims de Fiore in diesem speziellen Punkt anhängt, nimmt aber dessen Kloster in Fiore ausdrücklich davon aus, zumal auch Joachim selbst alle seine Schriften dem apostolischen Stuhl zur Approbation unterbreitet habe. In einem Nachsatz wird ohne weitere Erläuterung ein „perversissimum dogma“ des Amalrich von Bena († 1206) verdammt, das bis heute in der Forschung nicht eindeutig identifiziert ist.

### Häretikerverfolgung
- Der 3. Canon exkommuniziert und bannt alle Häretiker, die sich gegen die oben dargestellte Glaubenslehre stellen, und überantwortet sie der weltlichen Gerichtsbarkeit. Verdächtige werden mit dem Bann belegt und, wenn sie nicht innerhalb eines Jahres ihre Unschuld nachweisen, wie erwiesene Häretiker behandelt. Weltliche Mächte, die sich an der Verfolgung der Häresie nicht beteiligen, werden ihrerseits nach Mahnung exkommuniziert. Nach Ablauf eines Jahres werden ihre Vasallen und Lehnsnehmer von ihrem Treueid entbunden und der Papst gibt ihre Ländereien zur Besetzung durch kirchentreue Christen frei.
Wer an den Kreuzzügen gegen Häretiker teilnimmt, genießt dieselben Privilegien wie ein Jerusalemfahrer. Wer hingegen den Häresien anhängt, wer sie verteidigt, in Schutz nimmt oder begünstigt, verfällt der Exkommunikation. Nach Ablauf eines Jahres verliert er seine Rechtsfähigkeit, wird von der Erbfolge ausgeschlossen, Richter verlieren ihre Jurisdiktionsgewalt, Kleriker ihre Ämter und Pfründen sowie ihr Recht, die Sakramente zu spenden.
Ausdrücklich mit der Exkommunikation bedroht wird auch jeder, der als Laie oder als nicht beauftragter Kleriker predigt. Mindestens jährlich sollen verdächtige Pfarreien begangen werden und dabei Personen, die sich vom üblichen Umgang mit den Gläubigen in Leben und Sitten getrennt halten, dem Bischof denunziert werden. Bischöfe, die dieser Verpflichtung nicht nachkommen, werden ihrerseits aus dem Amt entfernt. Dieses Verbot der Laienpredigt traf vor allem die wiederum nicht namentlich genannten Waldenser.

### Kirchenverfassung
- Der 4. Canon mahnt die griechische Kirche, die lateinische Kirche nicht zu verachten, ihre Taufe anzuerkennen und zum Gehorsam gegenüber der römischen Kirche zurückzukehren, damit es nur „eine Herde und einen Hirten“ gebe.
- Der 5. Canon bestätigt die seit alters anerkannte Hierarchie der Patriarchatssitze in folgender Reihenfolge: Rom–Konstantinopel–Alexandria–Antiochien–Jerusalem.

Erst nach ihrem Gehorsamseid gegenüber dem römischen Stuhl sollen die östlichen Patriarchen das Recht haben, ihren Suffraganen ihrerseits das Pallium zu gewähren und das Kreuzbanner vor sich hertragen zu lassen.
- Der 6. Canon fordert Metropoliten auf, in ihren Territorien alljährlich in feierlicher Weise Synoden abzuhalten. Schon in deren Vorfeld soll jeweils nach straf- und verbesserungswürdigen Zuständen geforscht werden.
- Der 7. Canon mahnt die Prälaten, bei der Bestrafung und Verbesserung von Verfehlungen kein Gewohnheitsrecht und keine Appellation zuzulassen, außer gegen Formfehler.
- Der 8. Canon stellt Richtlinien auf für Anklage, Anzeige und Untersuchung von Verfehlungen von höheren und niederen Amtsträgern wie auch für die Verteidigung gegen unberechtigte Anklagen.
- Der 9. Canon schreibt vor, an Orten mit gemischter Bevölkerung, die unterschiedlichen Riten anhängt, geeignete Personen mit dem Gottesdienst für die jeweilige Volksgruppe zu beauftragen. An einem Ort darf es jedoch nur einen Bischof geben.
- Der 10. Canon fordert, dass Bischöfe, die nicht selbst predigen können, dazu geeignete Männer zu Koadjutoren bestellen und sie an Kathedral- und Konventualkirchen einsetzen.
- Der 11. Canon erinnert an die Forderung nach Einstellung von Lehrern für Kleriker und arme Scholaren an Bischofskirchen und anderen finanziell ausreichend ausgestatteten Kirchen. An Metropolitankirchen sollen auch Theologen zur Priesterausbildung eingestellt werden.
- Der 12. Canon fordert, alle drei Jahre in jedem Land ein allgemeines Kapitel aller Ordensleute zu versammeln, die währenddessen in einem Kloster zusammen leben sollen und unter Beiziehung von zwei Zisterziensern aktuelle Reformanliegen erörtern und durchführen. Sie sollen auch geeignete Personen mit der Visitation der Frauenklöster und der Regularkanoniker beauftragen.
- Der 13. Canon verbietet die Stiftung neuer Ordensregeln; neuzugründende Klöster müssen bestehende Regeln annehmen. Mönche dürfen nicht gleichzeitig mehreren Klöstern angehören, ein Abt nicht gleichzeitig mehreren Klöstern vorstehen.

### Moral der Kleriker
- Der 14. Canon verschärft die Strafen für Verstöße von Klerikern gegen das Gebot der Enthaltsamkeit.
- Der 15. Canon verbietet allen Klerikern die Teilnahme an Trinkgelagen und an der Jagd, schon der Besitz von Hunden und Jagdvögeln wird ihnen untersagt.
- Der 16. Canon verbietet Klerikern die Teilnahme an Handelsgeschäften und öffentlichen Aufführungen von Gauklern und Schauspielern, am Würfelspiel und an Lotterien, und gibt detaillierte Kleidervorschriften.
- Der 17. Canon beklagt übertriebene Gastmähler selbst hoher Prälaten und bedroht deren Geringschätzung ihrer liturgischen Verpflichtungen, Unaufmerksamkeit und ungebührliche Störungen bei Gottesdiensten mit Strafe der Suspendierung.
- Der 18. Canon untersagt Klerikern die Ausübung und Vollstreckung der Blutgerichtsbarkeit wie auch das Anraten dazu oder die Anwesenheit dabei. Kleriker dürfen weder Landsknechte noch Schützen kommandieren noch Chirurgie treiben oder ihren Segen zu blutigen Gottesurteilen wie Wasserproben oder Feuerproben geben. Frühere Verbote des Zweikampfs bleiben in Kraft.
- Der 19. Canon verbietet Klerikern, ihren Hausrat in der Kirche abzustellen. Alle Ausstattung an Gefäßen und Tüchern muss strahlend sauber gehalten werden.
- Der 20. Canon ordnet an, die Eucharistie und Chrisam verriegelt aufzubewahren, um Missbrauch zu verhindern.

### Buße
- Der 21. Canon gebietet Christen beiderlei Geschlechts ab dem Alter des Unrechtsbewusstseins, wenigstens einmal im Jahr alle ihre Sünden dem eigenen Priester zu beichten. Dieser ist bei Strafe lebenslanger schwerer Klosterhaft gehalten, das Beichtgeheimnis zu wahren.
- Der 22. Canon verpflichtet Ärzte, ihre Patienten aufzufordern, zunächst für ihr Seelenheil zu sorgen, „da viele Krankheiten aus der Sünde herkommen“.

### Bischofswahlen
- Der 23. Canon schreibt vor, dass Bischofskirchen und Regularkirchen nicht länger als drei Monate vakant bleiben sollen. Versäumt es ein Kapitel, innerhalb dieser Frist einen Nachfolger zu bestimmen, verliert es für dieses Mal das Wahlrecht.
- Der 24. Canon erklärt nur drei Wahlmodi bei der Wahl eines Bischofs für zulässig: die Entscheidung durch Mehrheit (maior pars) oder Übergewicht (sanior pars) der Stimmen, die Übertragung der Entscheidung an ein bevollmächtigtes kleineres Gremium und die Entscheidung durch spontane Übereinstimmung. Zu den weiteren Vorschriften gehört die Pflicht, das Wahlergebnis möglichst bald zu veröffentlichen.
- Der 25. Canon erklärt Bischofswahlen durch Laien für unzulässig.

### Zulassung zu kirchlichen Ämtern
- Der 26. Canon verpflichtet die Bischöfe, Personen, die mit Aufgaben der Seelsorge betraut werden sollen, zu überprüfen, ob diese hinsichtlich ihrer Bildung, ihrer Lebensweise und ihres Alters qualifiziert sind.
- Der 27. Canon verpflichtet die Bischöfe zu sorgfältiger Ausbildung ihrer Priester.
- Der 28. Canon zwingt Kleriker, welche die Erlaubnis zum Rücktritt von ihrem Amt erlangt haben, tatsächlich zurückzutreten.
- Der 29. Canon verbietet die Anhäufung von Pfründen, wenn mehr als eine davon an eine Verpflichtung zur Seelsorge gebunden ist. An ein und derselben Kirche darf ein Kleriker auch ohne Seelsorgeverpflichtung nur eine einzige Pfründe genießen.
- Der 30. Canon fordert die Provinzialsynoden auf, nur geeignete und gebildete Personen als Klerikernachwuchs zuzulassen.
- Der 31. Canon verbietet es, Söhne von Kanonikern, zumal nichteheliche, außerhalb von Klöstern an denselben Kirchen wie ihre Väter als Kanoniker anzunehmen.
- Der 32. Canon verbietet Pfarrpatronen, die Seelsorgeverpflichtung durch Vikare oder Altaristen wahrnehmen lassen und diese – wie oft geschieht – nur mit einem Sechzehntel des Zehnten zu entlohnen. Allein wer an einer höherrangigen Kirche Gottesdienst halten muss, darf sich vertreten lassen, muss aber seinem Vertreter einen zum Lebensunterhalt ausreichenden Anteil gewähren.

### Missbrauch von Visitationsgeldern
- Der 33. Canon gebietet, Aufwartungsgelder (procurationes), die visitierenden Bischöfen, Archidiakonen und päpstlichen Gesandten gezahlt werden, nur bei wirklich durchgeführten Visitationen und in bescheidenem Umfang zu erheben und dabei auf möglichst viele Kirchen zu verteilen, um die Belastung gering zu halten.
- Der 34. Canon verbietet Prälaten, aus Gewinnsucht unter dem Vorwand der Aufbringung dieser procurationes mehr Geld von ihren Untergebenen einzutreiben, als sie dann bezahlen.

### Kirchliches Verfahrensrecht
- Der 35. Canon verbietet es Beklagten, sich bei einem anderen Richter Recht zu holen. Appellation ist erst nach einem Urteil möglich, wobei dem Richter ein vernünftiger Appellationsgrund genannt werden muss. Dieser wird dann durch das höhere Gericht geprüft und der Streit entweder kostenpflichtig zurückverwiesen oder zur höheren Instanz zugelassen.
- Der 36. Canon richtet sich gegen das Verschleppen von Prozessen und stellt sicher, dass auch bei Appellation gegen Verfügungen und gerichtliche Zwangsmittel das eigentliche Verfahren weiterlaufen kann.
- Der 37. Canon verbietet den Missbrauch apostolischer Schreiben zur Ladung vor ein über zwei Tagereisen entferntes Gericht, was einer Partei, die im Recht ist, durch den hohen Kostenaufwand unmöglich machen kann, ihr Recht zu erlangen. Außerdem verbietet der Canon die gewerbsmäßige Anforderung solcher Schreiben ohne Mandat einer Partei, mit dem Zweck, potentielle Beklagte sich freikaufen zu lassen, oder potentiellen Klägern Mittel anzubieten, ihre Gegner zu belästigen.
- Der 38. Canon gebietet, alle Prozesse vor kirchlichen Gerichten zu protokollieren.
- Der 39. Canon stellt fest, dass geraubtes Gut nicht nur von dem Räuber zurückverlangt werden kann, sondern auch von demjenigen, an den das geraubte Gut weitergegeben wurde.
- Der 40. Canon erklärt, dass einer Partei gerichtlich zugesprochene Güter, die die Gegenpartei jedoch nicht freigibt, nach einem Jahr nicht in deren Besitz übergehen. Der Canon erklärt weiterhin, dass Laien in geistlichen Dingen nicht als Richter angerufen werden dürfen.
- Der 41. Canon erklärt jede kanonische wie zivile Verordnung für ungültig, deren Befolgung mit einer Todsünde einhergehen würde; im Speziellen ist keine Ersitzung gültig, wenn jemandem bewusst war, dass er über fremdes Gut verfügt.

### Abgrenzung von weltlicher Rechtsprechung
- Der 42. Canon verbietet Klerikern, zum Nachteil weltlicher Gerichte in deren Zuständigkeit einzugreifen.
- Der 43. Canon verbietet Laien, von Klerikern, auf die sie keinen weltlichen Zugriff haben, einen Treueid zu verlangen.
- Der 44. Canon verbietet die Entfremdung von Kirchengut unter dem Druck weltlicher Gesetzgebung ohne Zustimmung der Kirche.
- Der 45. Canon erklärt, dass das Patronatsrecht dessen erlischt, der einen Kleriker tötet oder verstümmelt oder dies veranlasst; ebenso verlieren Vögte ihre Vogtei, Lehnsnehmer ihr Lehen, Vicedomini ihr Vitztumamt, Pfründner ihre Pfründe. Ihre Erben sollen bis in die vierte Generation vom Klerikerstand ausgeschlossen bleiben.
- Der 46. Canon stellt Kleriker von städtischen Abgaben und Steuern frei. Bischöfe, die aus freien Stücken kirchliche Mittel für den gemeinen Nutzen zur Verfügung stellen wollen, dürfen dies nur mit päpstlicher Zustimmung tun.

### Exkommunikation
- Der 47. Canon gebietet, die Exkommunikation nur nach vorhergehender Mahnung und vor Zeugen zu verhängen. Nach erfolgloser demütiger Bitte, eine unrechtmäßig verhängte Exkommunikation zurückzuziehen, kann höheren Orts Klage eingelegt werden. Sowohl ungerechte Verhängung wie ungerechtfertigter Protest gegen eine rechtmäßige Exkommunikation ziehen die Verpflichtung zur Leistung von Schadenersatz nach sich.
- Der 48. Canon regelt Befangenheitsanträge gegen Richter, die eine Exkommunikation aussprechen, und richtet sich gegen den Missbrauch dieses Rechtsmittels.
- Der 49. Canon bedroht jeden, der aus Habgier eine Exkommunikation ausspricht oder aufhebt – vor allem in Gegenden, in denen bei der Absolution eine Gebühr fällig wird –, mit Strafe der Rückzahlung der erpressten Summe in doppelter Höhe.

### Eherecht
- Der 50. Canon schafft bestimmte Ehehindernisse aufgrund von entfernter Blutsverwandtschaft, Verschwägerung und/oder geistlicher Verwandtschaft ab. Blutsverwandtschaft solle künftig nur noch unter Personen, die mindestens einen gemeinsamen Ururgroßelternteil haben (= Blutsverwandtschaft im 4. Grad) als Ehehindernis und Inzest gelten; dafür soll keine Dispensation mehr gewährt werden.
- Der 51. Canon verbietet geheime Eheschließungen und verlangt ein öffentliches Aufgebot.
- Der 52. Canon regelt die Zulässigkeit von Zeugen beim Nachweis des Verwandtschaftsgrades.

### Kirchenzehnt
- Der 53. Canon verbietet, zehntpflichtige Güter zum Zwecke der Hinterziehung des Zehnten an Angehörige anderer Rituskirchen zu verleihen, für die keine Zehntpflicht gilt.
- Der 54. Canon gebietet, vor allen anderen weltlichen Steuern und Abgaben zunächst der Kirche den Zehnten zu entrichten.
- Der 55. Canon gebietet Klöstern, von erkauften, gestifteten oder geschenkten Ländereien weiterhin den Zehnten an diejenigen Kirchen zu zahlen, die zuvor ein Anrecht auf den Zehnten hatten. Ein gütlicher Interessensausgleich wird angeregt.

### Privilegien und Geschäftsfähigkeit von Ordensleuten
- Der 56. Canon definiert den Auslegungsspielraum päpstlicher Privilegien für Ordensangehörige, trotz Interdikts ihrer Kirchen ein kirchliches Begräbnis zu erhalten sowie in gebannten Städten, Burgen oder Dörfern einmalig Gottesdienst zu feiern.
- Der 57. Canon weitet letzteres Privileg auf Bischöfe aus und erlaubt ihnen, unter Ausschluss von ausdrücklich gebannten Personen bei verschlossenen Türen mit leiser Stimme ohne Glockenläuten Gottesdienste zu feiern.
- Der 59. Canon verbietet es Ordensangehörigen, ohne Billigung ihres Abts und der Mehrheit des Konvents Bürgschaften zu leisten oder Geld aufzunehmen, und spricht andernfalls den Konvent von der Haftung los.

### Bischöfliche Kompetenzen
- Der 60. Canon verbietet Äbten, sich bischöfliche Kompetenzen wie Ehegerichtsbarkeit, Regelungen im Bußwesen und Erteilung von Ablässen anzumaßen.
- Der 61. Canon schärft das Verbot ein, Kirchen und Zehnten ohne bischöfliche Genehmigung durch Laien übertragen zu lassen und Exkommunizierte und Gebannte zum Gottesdienst zuzulassen.

### Diverse Missbräuche
- Der 62. Canon wendet sich gegen Missbräuche im Reliquienwesen, beim Almosensammeln und bei der Erteilung von Ablässen. Heiligenreliquien dürfen nicht mehr ohne Reliquiar gezeigt und zum Verkauf angeboten werden, neu gefundene Reliquien nicht ohne päpstliche Approbation verehrt werden. Almosensammler werden auf einen bescheidenen Lebenswandel verpflichtet und müssen sich in ihrer Verkündigung auf den Inhalt ihres Konzessionsschreibens beschränken, für das ein Formular angegeben wird. Bischöfe dürfen Ablässe nicht über ein Jahr ausdehnen. Sie dürfen auch nicht zulassen, „dass die Gläubigen mit phantastischen Geschichten oder gefälschten Dokumenten getäuscht werden, wie es an sehr vielen Orten aus Gewinnsucht zu geschehen pflegt“.

### Simonie
- Der 63. Canon verbietet sowohl die Forderung als die Zahlung von Geld für Bischofsweihen, Abtsbenediktionen und Ordination von Klerikern und verurteilt die Rechtfertigung dieses Missbrauchs als alte Gewohnheit.
- Der 64. Canon belegt Ordensfrauen mit lebenslanger schwerer Buße, die Schwestern gegen Geld in ihren Konvent aufnehmen. Dasselbe soll für Mönche und Regularkanoniker gelten.
- Der 65. Canon verbietet den Bischöfen die Erhebung unrechtmäßiger Geldforderungen gegenüber Pfarrern beim Antritt einer neuen Pfarrei, gegenüber Rittern oder Klerikern beim Eintritt in Klöster und für ihr Begräbnis in einem Kloster oder einer Kirche.
- Der 66. Canon verbietet alle Geldforderungen für Begräbnisse, Trauungen und die Spendung anderer Sakramente.

### Juden
- Der 67. Canon verbietet Juden „schweren und unmäßigen Wucher, […] mit dem sie das Vermögen von Christen in kurzer Zeit erschöpfen“.
- Der 68. Canon gebietet Juden (und Muslimen), sich abweichend zu kleiden, damit christliche und jüdische (und muslimische) Männer und Frauen „sich nicht irrtümlich miteinander einlassen“. An Gründonnerstag und Karfreitag dürfen sie sich nicht in der Öffentlichkeit zeigen.
- Der 69. Canon verbietet die Übertragung öffentlicher Ämter an Juden (und Heiden), wodurch diesen Machtbefugnisse über Christen gegeben würden.
- Der 70. Canon untersagt getauften Juden das Verharren in ihren religiösen Bräuchen.

### Aufruf zum Kreuzzug
- Der 71. Canon ruft zum Kreuzzug (Kreuzzug von Damiette) in das Heilige Land auf, der am 1. Juni 1217 von Brindisi bzw. Messina aus starten soll. Priester und andere Kleriker im christlichen Heer sollen nachdrücklich zu gottesfürchtigem Verhalten, zu Mäßigung und Eintracht mahnen und auch unterwegs für drei Jahre ihre Einkünfte erhalten. Prälaten sollen säumige Gläubige, die sich zur Teilnahme am Kreuzzug verpflichtet haben, zur Umsetzung mahnen und notfalls mit Exkommunikation und Interdikt ihrer Länder bedrohen.

Der Papst kündigt an, für die Kreuzfahrer 30.000 Pfund aus dem eigenen Etat zur Verfügung zu stellen und die Kosten der Überfahrt ab Rom zu tragen, außerdem 3.000 Mark Silber aus Spenden bereitzustellen. Kleriker sollen in den kommenden drei Jahren 5 % ihrer Einkünfte zur Unterstützung des Kreuzzuges abführen, der Papst selbst und die Kardinäle 10 % ihrer Einkünfte. Kreuzfahrer, die Kredite aufgenommen haben, werden von ihrem Eid zur Zahlung des Wuchers losgesprochen, ihren Gläubigern wird die Rückerstattung der Zinsen auferlegt. Juden sollen durch die weltliche Macht zum Erlass der Zinsen gezwungen werden und bis dahin von der Gemeinschaft mit Christen gebannt sein. Für die Tilgung der eigentlichen Schuld sollen den Kreuzfahrern vergünstigte Bedingungen gewährt werden.
In der Heimat gilt ein dreijähriges Turnierverbot und ein mindestens vierjähriger allgemeiner Frieden in der gesamten christlichen Welt. Weiterhin wird ein vierjähriges Schiffs-, Waffen- und Technologieembargo gegen die Sarazenen verhängt.
Bei aufrichtiger Reue und mündlichem Bekenntnis wird nicht nur allen, die sich persönlich auf den Kriegszug begeben, Vergebung ihrer Sünden zugesagt, sondern auch allen, die Kämpfer ausstatten, die Schiffe bereitstellen oder bauen lassen.
Neben den formellen Canones wurden auch Beschlüsse zu Gegenständen gefasst, die heute als weltlich oder rein politisch angesehen würden, damals aber als durchaus relevant für ein Konzil galten. In der letzten Sitzung am 30. November verkündete der Papst das Urteil des Konzils über die Thronstreitigkeiten im Heiligen Römischen Reich: Friedrich II. wurde anerkannt, Otto von Braunschweig abgewiesen. Die englischen Barone, die sich gegen den König Johann Ohneland aufgelehnt hatten, wurden mit dem Anathem belegt. Graf Raimund von Toulouse wurde als Unterstützer der Katharer seines Amtes enthoben, seine Grafschaft ging an Simon von Montfort, den schärfsten Verfolger der Katharer, über.

## Editionen und Übersetzung
- Concilium Lateranense IV. In: Giuseppe Alberigo, Giuseppe A. Dossetti, Péricles-Pierre Joannou, Claudio Leonardi, Paolo Prodi (Hrsg.): Conciliorum Oecumenicorum Decreta. 3. Auflage. Istituto per le scienze religiose, Bologna 1973, S. 227–272 (archive.org [abgerufen am 10. Mai 2022]).
- Antonio García y García (Hrsg.): Constitutiones Concilii quarti Lateranensis una cum commentariis glossatorum (= Monumenta Iuris Canonici, Series A: Corpus glossatorum. Band 2). Biblioteca Apostolica Vaticano, Città del Vaticano 1981, ISBN 88-210-0568-2. [Kritische Edition der Beschlüsse und des Glossenapparats.]
- Viertes Laterankonzil - 1215. In: Josef Wohlmuth (Hrsg.): Konzilien des Mittelalters: vom ersten Laterankonzil (1123) bis zum fünften Laterankonzil (1512-1517) (= Dekrete der ökumenischen Konzilien. Band 2). 3. Auflage. Schöningh, Paderborn, München, Wien, Zürich 2000, S. 227–271. [Text nach Alberigo et al. mit deutscher Übersetzung.]